# امیلیانو مورتی
امیلیانو مورتی (ایتالیایی: Emiliano Moretti؛ زادهٔ ۱۱ ژوئن ۱۹۸۱) بازیکن سابق فوتبال اهل ایتالیا است.
از باشگاه‌هایی که در آن بازی کرده‌است می‌توان به باشگاه فوتبال پارما، باشگاه فوتبال لودیجیانی کالچو، باشگاه فوتبال یوونتوس، باشگاه فوتبال فیورنتینا، باشگاه فوتبال جنوآ، باشگاه فوتبال تورینو، باشگاه فوتبال والنسیا، باشگاه فوتبال بولونیا، و باشگاه فوتبال مودنا اشاره کرد.
وی همچنین در تیم‌های ملی فوتبال زیر ۱۶ سال ایتالیا، زیر ۲۰ سال ایتالیا، زیر ۲۱ سال ایتالیا، و ایتالیا بازی کرده‌است.
وی در مسابقات بین‌المللی در مجموع برندهٔ ۱ مدال برنز شده‌است.